# Husni al-Za'im
Husni al-Za'im (em árabe: حسني الزعيم Ḥusnī az-Za'īm; 11 de maio de 1897 - 14 de agosto de 1949) foi um militar e político sírio. Husni al-Za'im, cuja família é de ascendência curda, fora um oficial do exército otomano. Depois que a França instituiu o seu mandato colonial sobre a Síria, após a Primeira Guerra Mundial, se tornou um oficial do exército francês. Após a independência da Síria tornou-se Chefe do Estado-Maior, e conduziu o exército sírio em uma guerra com o exército israelense na guerra árabe-israelense de 1948. A derrota das forças da Liga Árabe naquela guerra abalou a Síria e minou a confiança na caótica democracia parlamentar do país, permitindo-lhe tomar o poder em 1949. No entanto, seu governo como chefe de estado seria breve: ele foi executado em poucos meses.

## Golpe de 1949
Em 11 de abril de 1949, al-Za'im tomou o poder em um golpe de Estado. O golpe, de acordo com registros desclassificados e declarações de ex-agentes da CIA, foi patrocinado pelos Estados Unidos via CIA. A maioria das evidências atualmente disponíveis sugere que a decisão de iniciar um golpe foi de Za'im sozinho, mas Za'im se beneficiou de algum grau de assistência americana no planejamento da operação. Quatro dias após o golpe que derrubou o regime democrático, o governo sírio ratificou o controverso acordo sobre o oleoduto Trans-Arabian (Tapline).
O presidente da Síria, Shukri al-Kuwatli, foi brevemente preso, mas, em seguida, liberado para exílio no Egito. Al-Za'im também encarcerou muitos líderes políticos, como Munir al-Ajlani, a quem acusou de conspirar para derrubar a república. O golpe foi realizado com o apoio discreto da embaixada estadunidense, e, possivelmente, auxiliado pelo Partido Social Nacionalista Sírio, embora o próprio al-Za'im não seja conhecido por ter sido membro. Entre os oficiais que prestaram assistência na tomada de poder de al-Za'im estavam Adib al-Shishakli e Sami al-Hinnawi, ambos os quais se tornariam mais tarde líderes militares do país.
A tomada de poder de Al-Za'im, o primeiro golpe militar na história da Síria, teria efeitos duradouros, pois destruiu o frágil e falho governo democrático do país e desencadeou uma série de revoltas militares cada vez mais violentas. Mais dois golpes seguiriam em agosto e dezembro de 1949.

## Regime

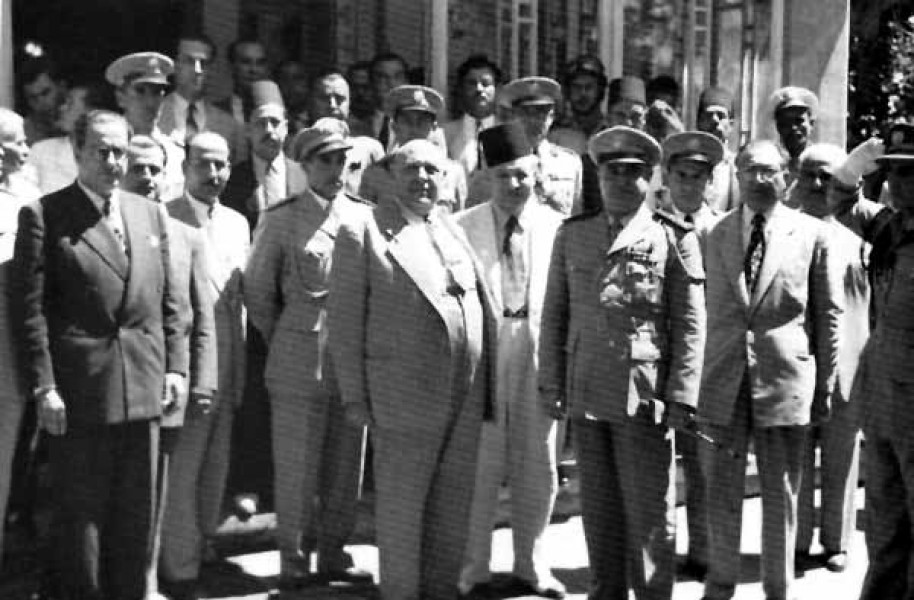
Cúpula Sírio-Libanesa de julho de 1949. A partir da esquerda: Muhsin al-Barazi, Husni az-Za'im, Riad as-Solh e Béchara el-Khoury.

Embora seu governo foi relativamente ameno, sem execuções de opositores políticos e com poucas prisões de dissidentes, al-Za'im rapidamente fez inimigos. Suas políticas seculares e propostas para a emancipação das mulheres concedendo-lhes o voto e sugerindo que elas deveriam abandonar a prática islâmica do uso do véu, criou uma celeuma entre os líderes religiosos muçulmanos (o sufrágio feminino só foi alcançado durante a terceira administração civil de Hashim al-Atassi, um forte opositor do regime militar). Ele é creditado por dar apoio ao direito das mulheres de votar e concorrer a cargos públicos na Síria. A lei vinha sendo debatida no Parlamento sírio desde 1920 e nenhum líder ousou apoiá-la, exceto Zaim. Al-Za'im trabalhou duro para abolir o uso do fez, alegando que era um acessório de cabeça antiquado retirado dos tempos do Império Otomano.
Durante os 137 dias de seu governo na Síria, al-Za'im não executou ninguém. Ele tinha punições inventivas para aqueles que o desobedeceram, no entanto. Quando a qualidade do pão caiu para níveis inaceitáveis, Zaim ordenou que todos os padeiros andassem sobre o cascalho, descalços, até que o sangue escorresse de seus pés.
O aumento dos impostos também prejudicou os empresários, e os nacionalistas árabes ainda fumegavam sobre sua assinatura de um cessar-fogo com Israel, bem como seus acordos com empresas petrolíferas dos Estados Unidos para a construção do Gasoduto Trans-Arábico. Ele fez uma proposta de paz para Israel oferecendo instalar 300 mil refugiados palestinos na Síria, em troca de modificações de fronteira ao longo da linha de cessar-fogo e metade do Lago de Tiberíades de Israel. O assentamento dos refugiados foi condicionado à assistência externa suficiente para a economia síria. A proposta foi atendida de forma muito lenta por Tel-Aviv e não foi tratada com seriedade.
Sem apoio popular, al-Za'im foi derrubado depois de apenas quatro meses e meio por seus colegas, Adib al-Shishakli e Sami al-Hinnawi. Como al-Hinnawi assumiu o poder como líder de uma junta militar, Husni al-Za'im foi rapidamente enviado à prisão de Mezze em Damasco, e executado junto com o primeiro-ministro Muhsin al-Barazi.

## Família
A esposa de Husni al-Za'im, Nouran, foi a primeira-dama da Síria de abril a agosto de 1949. O casamento ocorreu em 1947, dois anos antes de Husni al-Za'im se tornar presidente da república. Para agradar sua jovem esposa, Zaim pediu a sua cunhada Kariman, de 11 anos, que morasse com eles em Damasco. Ele também a tratou como uma irmã e a mandou para o Lycée Laïc, uma das melhores escolas preparatórias da cidade. Outra irmã, Orfan, os visitava com frequência e adquiriu o hábito de brincar com um guarda, Abdel Hamid Sarraj (o chefe de segurança do gabinete do presidente que se tornou chefe do departamento de inteligência e ministro do interior durante os anos de união com o Egito).

Durante a incidência da prisão de al-Za'im, e quando os guardas vieram prendê-lo, Zaim se vestiu e se despediu de sua esposa grávida. "Relaxe", ele pediu a ela, "em breve estarei de volta para receber nosso primeiro bebê juntos!" Niveen (sua filha) disse: "Minha mãe e tia me disseram que o sofá em que estavam sentados estava crivado de balas. Sarraj sabia de antemão que um ataque estava chegando e disse-lhes para subirem para protegê-los do perigo." Menos de uma semana antes do golpe - que levou à execução por pelotão de fuzilamento de Za'im e seu primeiro-ministro Muhsen al-Barazi - os primos de Nouran o procuraram, dizendo que haviam confirmado informações de inteligência, dizendo que Sami al-Hinnawi (seu camarada da guerra de 1948) planejava matá-lo. Za'im convocou Hinnawi e perguntou diretamente: "Sami, meus cunhados estão me dizendo que você quer me matar." Hinnawi respondeu: "Impossível. Como posso matar meu líder e amigo?" Depois que o presidente foi preso em 14 de agosto, Nouran e sua irmã foram mantidas em prisão domiciliar por uma semana inteira. "Nenhuma comida foi trazida para a casa", disse Niveen. Um guarda senegalês tentou ajudá-los passando sua própria comida pela janela.